# Acanthopsis disperma
Acanthopsis disperma là một loài thực vật có hoa trong họ Ô rô.

## Lịch sử phân loại
Năm 1842 William Henry Harvey mô tả chi Acanthopsis, và đề cập rằng Acanthodium dispermum E.Mey., 1837 là loài điển hình của chi này. Tuy nhiên, ông lại không tạo ra tổ hợp tên gọi mới là Acanthopsis disperma, vì thế danh pháp Acanthopsis disperma Harv., 1842 là nomen invalidum (tên gọi không được công bố hợp lệ). Tới năm 1847 thì Christian Gottfried Daniel Nees von Esenbeck mới hợp lệ hóa tên gọi Acanthopsis disperma.

## Phân bố
Loài bản địa từ tây nam Namibia đến tây bắc tỉnh Cape (Nam Phi).